# Division d'Honneur 1927-28
La Primera División de Bélgica 1927/28 fue la 28.ª temporada de la máxima competición futbolística en Bélgica.

## Tabla de posiciones
| Pos | Equipo                      | PJ | PG | PE | PP | GF | GC | Pts | DG  | Notas                                                                |
| --- | --------------------------- | -- | -- | -- | -- | -- | -- | --- | --- | -------------------------------------------------------------------- |
| 1   | Beerschot                   | 26 | 23 | 2  | 1  | 85 | 26 | 48  | +59 |                                                                      |
| 2   | Standard Liège              | 26 | 17 | 3  | 6  | 90 | 55 | 37  | +35 |                                                                      |
| 3   | SC Anderlechtois            | 26 | 16 | 2  | 8  | 69 | 55 | 34  | +14 |                                                                      |
| 4   | K Berchem Sport             | 26 | 12 | 3  | 11 | 49 | 45 | 27  | +4  |                                                                      |
| 5   | Liersche SK                 | 26 | 12 | 2  | 12 | 48 | 54 | 26  | -6  |                                                                      |
| 6   | La Gantoise                 | 26 | 10 | 4  | 12 | 58 | 58 | 24  | 0   |                                                                      |
| 7   | RCS Brugeois                | 26 | 9  | 6  | 11 | 52 | 64 | 24  | -12 |                                                                      |
| 8   | Royale Union Saint-Gilloise | 26 | 10 | 3  | 13 | 46 | 52 | 23  | -6  |                                                                      |
| 9   | RC de Gand                  | 26 | 10 | 3  | 13 | 49 | 60 | 23  | -11 |                                                                      |
| 10  | RC Malines                  | 26 | 10 | 2  | 14 | 59 | 65 | 22  | -6  | Play-offs de descenso debido a la igualdad de puntos entre 4 equipos |
| 11  | Daring Club de Bruxelles    | 26 | 8  | 6  | 12 | 44 | 58 | 22  | -14 | Play-offs de descenso debido a la igualdad de puntos entre 4 equipos |
| 12  | RFC Brugeois                | 26 | 9  | 4  | 13 | 53 | 58 | 22  | -5  | Play-offs de descenso debido a la igualdad de puntos entre 4 equipos |
| 13  | Racing Club Bruxelles       | 26 | 8  | 6  | 12 | 43 | 59 | 22  | -16 | Play-offs de descenso debido a la igualdad de puntos entre 4 equipos |
| 14  | Royal Antwerp FC            | 26 | 4  | 2  | 20 | 46 | 82 | 10  | -36 | Descenso a la Division I                                             |

PJ = Partidos jugados; PG = Partidos ganados; PE = Partidos empatados; PP = Partidos perdidos; GF = Goles a favor; GC = Goles en contra; Pts = Puntos; DG = Diferencia de goles

## Play-offs de descenso
| Pos | Equipo                   | PJ | PG | PE | PP | GF | GC | Pts | DG | Notas                    |
| --- | ------------------------ | -- | -- | -- | -- | -- | -- | --- | -- | ------------------------ |
| 1   | Daring Club de Bruxelles | 3  | 3  | 0  | 0  | 7  | 2  | 6   | +5 |                          |
| 2   | RC Malines               | 3  | 1  | 1  | 1  | 7  | 4  | 3   | +3 |                          |
| 3   | Racing Club Bruxelles    | 3  | 1  | 1  | 1  | 4  | 5  | 3   | -1 |                          |
| 4   | RFC Brugeois             | 3  | 0  | 0  | 3  | 2  | 9  | 0   | -7 | Descenso a la Division I |

PJ = Partidos jugados; PG = Partidos ganados; PE = Partidos empatados; PP = Partidos perdidos; GF = Goles a favor; GC = Goles en contra; Pts = Puntos; DG = Diferencia de goles